# 駿東控股
駿東（控股）有限公司，簡稱駿東（控股）和駿東控股（英語：STEED ORIENTAL (HOLDINGS) COMPANY LIMITED，港交所：8277），前身為「駿東資源（控股）有限公司 」，在2003年，由「萬昌貿易有限公司」於廣東江門（總部）成立「江門市昌達木業有限公司」。
董事會主席為黃東勝。集團主要從事採購、製造及銷售膠合板產品。
股份在2015年2月23日於港交所創業板上市。集資額為5,010萬港元，股份價格為1.2港元，股份配售為5000萬股。於2016年1月,該公司市值大約為1.6億元。

## 外部連結
- steedoriental.com.hk （页面存档备份，存于）